# Lee Sang-hee
Dans ce nom coréen, le nom de famille, Lee, précède le nom personnel.
Lee Sang-hee (hangeul : 이상희), né le 12 août 1945 à Wonju, est un militaire et homme politique sud-coréen. Il est ministre de la Défense nationale de la République de Corée du 29 février 2008 au 22 septembre 2009 et chef du comité des chefs d'état-major interarmées d'avril 2005 à novembre 2006.